# Chus Pato
María Xesús Pato Díaz, més coneguda com a Chus Pato (Ourense, 29 d'agost de 1955) és una escriptora, acadèmica i activista política gallega, una de les veus més representatives de la poesia gallega contemporània i autora de diversos poemaris, ja aplegats en els primers volums de la seva Poesía reunida.
Cap de llista habitual de la Frente Popular Galega (partit polític comunista i independentista) per la província d'Ourense, forma part d'agrupacions tant literàries (PEN Clube de Galicia) com politicosocials (Redes Escarlata). El setembre de 2017 va ingressar com a acadèmica de la Reial Acadèmia Galega.
Exerceix com a professora d'Educació Secundària (Geografia i Història) a l'IES Ramón Mª Aller Ulloa de Lalín.

## Obra
Els primers poemes de Chus Pato apareixen a la revista Escrita (1984) i, d'ençà, a més de als seus llibres, mai ha deixat de col·laborar en múltiples publicacions: revistes com Luzes de Galiza, Festa da palabra silenciada, Andaina, Gume, Ólisbos, Revista das letras, Dorna, Clave Orión, A Trabe de Ouro, etc.; llibres col·lectius com Palabra de muller, Sete poetas ourensáns, Poesía dos aléns; la carpeta poètica 8 e medio l'any 1992, amb set dones més, publicada a Edicións do Dragón; el CD amb els poemes recitats, amb música de Rodrigo Romaní, durant la seva participació en l'homenatge a Rosalía de Castro pel cinquantenari de la fundació del Patronato Rosalia; i un llibre que recull els textos i fotografies de María Esteirán (1997).
Participa habitualment a recitals, taules rodones, performances i conferències.
La seva obra manifesta la característica transgressió postmoderna dels gèneres literaris, conformant una escriptura basada en la superació del concepte tradicional de 'poesia'. La seva obra poètica recull diversos tipus textuals, des de l'estrictament biogràfic fins a l'assaig filosòfic, i una polifonia de veus que inclouen, a més de la de la mateixa autora, les d'una plèiade de personatges ficticis i reals que es manifesten en múltiples subgèneres: fragments teatrals, entrevistes, programes radiofònics, etc. Temàticament, Chus Pato pren el compromís de la literatura amb les reivindicacions ideològiques, essent el nacionalisme gallec, la visió marxista de la realitat i la consciència de gènere alguns dels eixos temàtics més habituals de la seva literatura. En aquest sentit, la importància del llenguatge com a sistema de creació simbòlica dins la societat contemporània té un paper destacat en la seva reflexió crítica. Estilísticament la seva escriptura es caracteritza per una sintaxi sincopada i la referència a mites greco-llatins com a il·lustradors metafòrics de la realitat més immediata.

## Premis
Ha rebut diversos premis, com el Premi Nacional de la Crítica Espanyola, en la modalitat de poesia gallega.

## Publicacions

### En gallec
- Urania. Ourense: Calpurnia, 1991.
- Heloísa. A Coruña: Espiral Maior, 1994.
- Fascinio. Muros: Toxosoutos, 1995.
- A ponte das poldras. Santiago de Compostela: Noitarenga, 1996. 2ª ed., Vigo: Galaxia, 2006.
- Nínive. Vigo: Xerais, 1996. Premio Losada Diéguez, 1997.
- m-Talá. Vigo: Xerais, 2000.
- Charenton. Vigo: Xerais, 2004.
- Hordas de escritura. Vigo: Xerais, 2008. Premio da Crítica de poesía galega, 2009; Premio Losada Diéguez, 2009.
- Secesión. Vigo: Galaxia, 2009.
- Carne de Leviatán. Vigo: Galaxia, 2013.
- Un libre favor. Vigo: Galaxia, 2019.
- Sonora. Vigo: Xerais, 2023.

### Traduccions al castellà
- Heloísa. Madrid: La Palma, 1998.
- Un Ganges de palabras, antologia bilingüe gallec-castellà preparada per Iris Cochón. CEDMA (Colección Puerta del mar), Màlaga, 2003.
- m-Talá. Buenos Aires: Pato-en-la-cara, 2009.
- Hordas de escritura seguido de Secesión. Madrid: Amargord, 2013.
- Carne de Leviatán. Madrid: Amargord, 2016.
- Poesía reunida. Volumen 1 (1991-1995). Ultramarinos Editorial, 2017.
- Poesía reunida. Volumen 2 (1996). Ultramarinos Editorial, 2019.
- Poesía reunida. Volumen 3 (2000). Ultramarinos Editorial, 2022.[5]

### Traduccions a l'anglès
- from m-Talá, traducció d'Erín Moure. Nomados, Vancouver, 2002.
- Charenton, traducció d'Erín Moure. Shearsman Books, Exeter & BuschekBooks, Ottawa, 2007.
- m-Talá, traducció d'Erín Moure. Shearsman Books, Exeter, 2009.
- Hordes of Writing, traducció d'Erín Moure. Shearsman Books, Exeter, 2011.
- Secession / Insecession, amb Erín Moure. 2014.
- Flesh of Leviatan, traducció d'Erín Moure. Omnidawn Publishing, 2016.

### Antologies i musicacions
Part de la seva poesia s'inclou a les antologies Poésie en Galice aujourd'hui (Anxo Angueira, Sources, 1999), Rías de tinta, Literatura de mujeres en francés, gallego e italiano (Marta Segarra, Helena González i Francesco Ardololino, Ed. de la Universitat de Barcelona, 2000), Poetry is the world's great miracle (María do Cebreiro, ed. del PEN Clube de Galicia, 2001), A tribu das baleas (Helena González, Xerais, 2001), Las flores del yodo (Margarita Borja, publicació de Teatres de la Generalitat Valenciana, 2001) i Las poetas de la búsqueda (Jaime de Parra, Libros del Innombrable, 2002), entre d'altres.
En castellà es poden trobar traduccions dels seus poemes a diverses revistes com Infolios (un número monogràfic), La Ortiga, La alegría de los naufragios, Texturas, Zurgai, El signo del gorrión, Veneno...
Alguns dels seus poemes foren musicats per artistes com Nación Reixa ("Historias posibles/imposibles", al disc Safari Mental), ataque escampe ("Mira", al disc Ed Wood e a invasión dos paraugas asasinos), o Uxía Senlle (al curtmetratge O Prezo da dote, del lleonès Chus Domínguez, pre-seleccionat per als Oscar de 2005).